# Goephanes basiflavicornis
Goephanes basiflavicornis är en skalbaggsart som beskrevs av Stefan von Breuning 1966. Goephanes basiflavicornis ingår i släktet Goephanes och familjen långhorningar.
Artens utbredningsområde är Madagaskar. Inga underarter finns listade i Catalogue of Life.